# Johan P. Lunde
Johan Peter Lunde, född den 25 december 1866 i Lillehammer, död den 12 februari 1938, var en norsk biskop.
Lunde blev student 1883, teologie kandidat 1890, stiftskapellan i Kristiansand 1897, kyrkoherde i Øygland 1900, i Stavanger 1910 och i Oslo 1920. Han blev 1922 biskop över Oslo bispedømme. Lunde hade då varit ordförande i Det norske misjonsselskap och i Norsk søndagsskoleforbund samt mycket anlitats såväl i skolväsendet som i kommunens tjänst.